# Helena Hirata
Helena Hirata (Japón, 1946) es una filósofa brasileña nacida en Japón. Es especialista en sociología del trabajo y género y se ha desempeñado como profesora de la Universidad de París VIII. Es autora de varios libros y artículos sobre feminismo, maternidad y división sexual del trabajo. 
Su libro "Diccionario crítico del feminismo" es una de sus obras más  fue lanzado en varios países. También forma parte del Comité Directivo de la Red Europea del Mercado de Trabajo y Género.

## Formación
Hirata es licenciada en Filosofía por la Universidad de São Paulo (1969) y doctora en Sociología Política por la Universidad de París VIII (1979). Desde 1997 se desempeñó como habilitation à diriger des recherches, un cargo académico que equivalente a la docencia libre en la Universidad de Versailles-Saint-Quentin-en-Yvelines. 
Actualmente tiene un puesto emérito como directora del Centro Nacional de Investigación Científica en el laboratorio CRESPPA - equipo GTM (Género, Trabajo y Movilidad) asociado a las Universidades de París 8-Saint-Denis y Paris 10-Nanterre.

## Vida
Es Hija del diputado João Sussumu Hirata. Helena Hirata nació en Japón en 1946, sin embargo, su familia regresó a Brasil en 1952, donde pasó su infancia y juventud.
Como estudiante de Filosofía en la Universidad de São Paulo, fue detenida en 1968 en el Congreso de la Unión Nacional de los Estudiantes en Ibiúna, hecho que la alejó de su padre, entonces afiliado a la Alianza Renovadora de Nacional (ARENA). Finalmente, Hirata se vio obligada a exiliarse en París a principios de la década de 1970. 
Gracias a su propia biografía realizó en Francia un estudio comparativo del comportamiento de las empresas japonesas y francesas instaladas en Brasil, A través de sus investigaciones señaló similitudes y diferencias en el comportamiento de las empresas en relación con la legislación y el mercado laboral.

## Opinión
Helena Hirata sostiene que solo una distribución más justa de las tareas domésticas puede acercar a las mujeres a los centros de toma de decisiones. Según ella, a pesar de los avances en la situación de la mujer, el poder sigue en manos de los hombres. Dice que las mujeres siguen recibiendo salarios más bajos que los hombres y el hecho de que la mujer tenga trabajo doméstico no remunerado, es decir, realizar una serie de tareas en el hogar de forma gratuita por el bien de la familia, hace que no se valore la profesión.

## Controversia
El 18 de enero de 2020 se reveló que Helena Hirata recibe una pensión por el monto de R$16,8 mil mensuales pagados por la Cámara de Diputados de Brasil, por ser hija soltera de un exparlamentario. El privilegio está previsto en una ley de 1958, que prevé una pensión para las hijas de ex parlamentarios y ex servidores, siempre que permanezcan solteras y no ocupen un cargo público permanente.

## Obras publicadas
- HIRATA, H. (Org.); GUIMARAES, NA (Org.). Cuidadores y cuidadores. Las diversas caras del trabajo asistencial.
- HIRATA, H. (Org.); GUIMARAES, NA (Org.); SUGITA, K. (Org. ). ¿Trabajo flexible, trabajos precarios? Una comparación de Brasil, Francia, Japón
- HIRATA, H. (Org.); QUERGOAT, D. (Org.); FALQUET, J. (Org.); LABARI, B. (Org.); FEUVRE, NL (Org.); SOW, F. (Org. ). Le sexe de la mondialisation. 1. ed. París: Presses de Sciences Politiques, 2010.
- HIRATA, H. (Org.); DUNEZAT, X. (Org.); HEINEN, J. (Org.); PFEFFERKORN, R. (Org.). Travail et rapports sociaux de sexe. Renères autour de Danièle Kergoat. París: L Harmattan, 2010.
- HIRATA, H. (Org.). Diccionario crítico del feminismo
- HIRATA, H. (Org.); SEGNINI, L. (Org.). Organización, trabajo y género.
- HIRATA, H. (Org.); COSTA, AO (Org.); SORJ, B. (Org.); BRUSCHINI, C. (Org. ). Mercado laboral y género. Comparaciones internacionales. Río de Janeiro: Ed FGV, 2008.
- HIRATA, H. (Org.) MARUANI, M. (Org.); ZOMBARDI, MR (Org.). Marché du travail et genre. Saludos Croisés. Francia Europa-América Latina. París: La Découverte, 2008.
- HIRATA, H.; DEMAZIERE, D. El Desempleado y el Desempleo en Perspectiva Internacional. Estudios comparados de Japón, Francia y Brasil. Tokio: Instituto de Ciencias Sociales (ISS) de la Universidad de Tokio, 2006
- HIRATA, H. (Org.) GUIMARAES, NA (Org.). Desempleo: trayectorias, identidades y movilización. São Paulo: Ed SENAC, 2006
- HIRATA, H. (Org.); MARUANI, M. (Org.). Nuevas fronteras de desigualdad: hombres y mujeres en el mercado laboral. São Paulo: Ed SENAC, 2003
- HIRATA, H. ¿Nueva división sexual del trabajo? Una mirada hacia la empresa y la sociedad. São Paulo: Boitempo, 2002
- HIRATA, H.; QUERGOAT, D.; ZYLBERBERG-HOCQUARD, MH. La división sexual del trabajo. Permanencia e intercambio. Buenos Aires / Santiago: Asociación Trabajo y Sociedad - Centro de Estudios de la Mujer de Chile / Piette del Conicet, 1997
- HIRATA, H. (Org.); SENOTIER, D. (Org.). Mujeres y el trabajo compartido. Ed. París: Syros, 1996
- HIRATA, H; SADER, E.; LOWY, M.; CASTRO, S. Movimiento obrero brasileño 1900-1979. 1. ed. Belo Horizonte: Editora Vega, 1980